# Municipio de Elkrun
El municipio de Elkrun (en inglés: Elkrun Township) es un municipio ubicado en el condado de Columbiana en el estado estadounidense de Ohio. En el año 2010 tenía una población de 4687 habitantes y una densidad poblacional de 50,51 personas por km².

## Geografía
El municipio de Elkrun se encuentra ubicado en las coordenadas 40°46′49″N 80°40′59″O / 40.78028, -80.68306. Según la Oficina del Censo de los Estados Unidos, el municipio tiene una superficie total de 92.79 km², de la cual 92.67 km² corresponden a tierra firme y (0.12%) 0.11 km² es agua.

## Demografía
Según el censo de 2010, había 4687 personas residiendo en el municipio de Elkrun. La densidad de población era de 50,51 hab./km². De los 4687 habitantes, el municipio de Elkrun estaba compuesto por el 68.55% blancos, el 24.79% eran afroamericanos, el 1.05% eran amerindios, el 0.81% eran asiáticos, el 0.06% eran isleños del Pacífico, el 2.82% eran de otras razas y el 1.92% pertenecían a dos o más razas. Del total de la población el 8.51% eran hispanos o latinos de cualquier raza.